# بایگانی بسته شخصی
بایگانی بسته شخصی (به انگلیسی: Personal Package Archive) (مخفف انگلیسی: PPA) یک مخزن نرم‌افزاری ویژه برای بارگذاری بسته‌های منبع است تا ساخته و بعنوان یک مخزن اِی‌پی‌تی توسط لانچ‌پد یا یک نرم‌افزار مشابه منتشر شود.